# Unbefleckte Empfängnis Mariens (Meiningen)

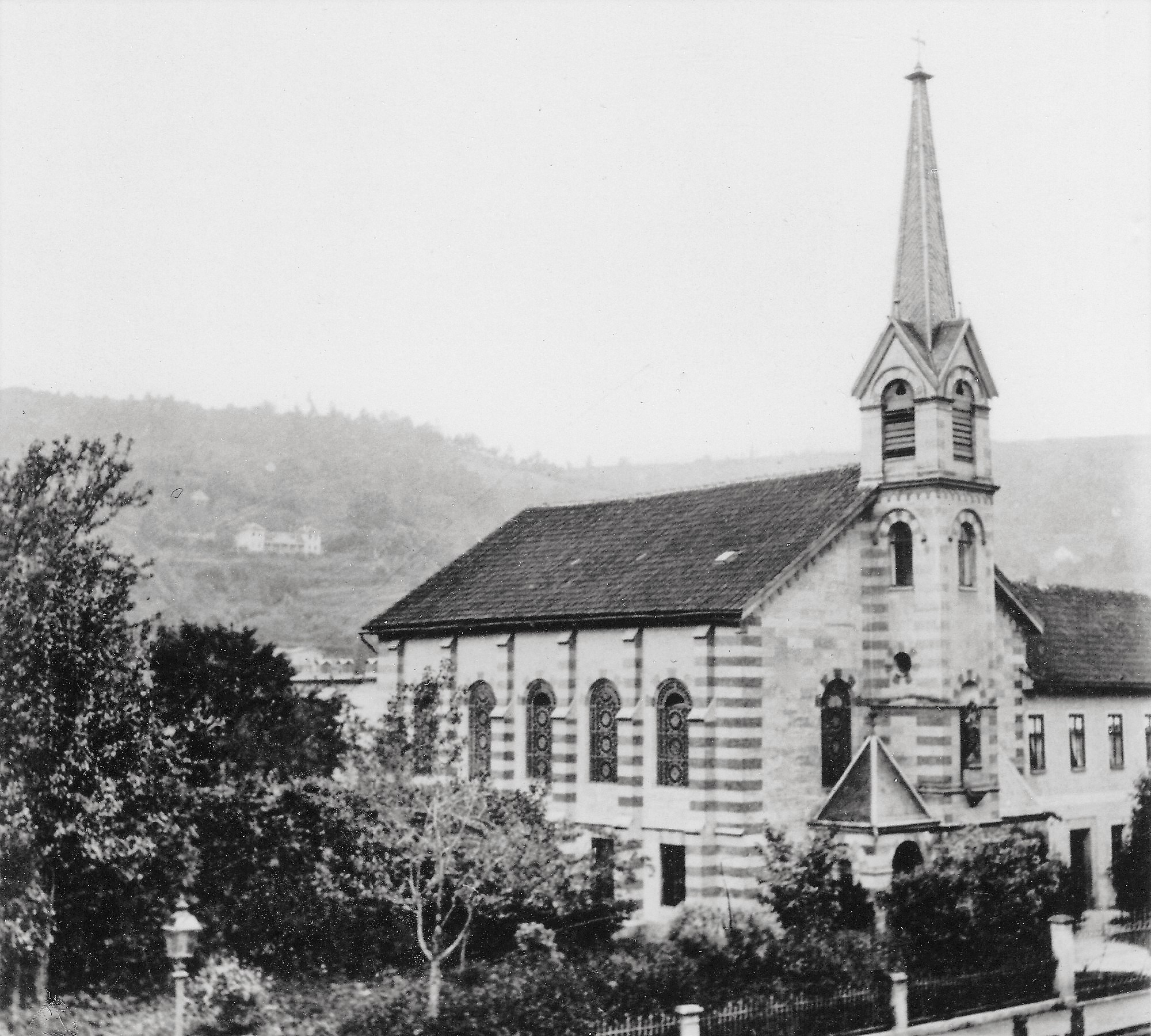
Kirche „Unbefleckte Empfängnis Mariens“

Die Kirche Unbefleckte Empfängnis Mariens war eine römisch-katholische Pfarrkirche in der Stadt Meiningen im Bistum Würzburg. Der Sakralbau wurde 1881 von Dombaumeister Arnold Güldenpfennig errichtet und 1972 durch die neuerbaute Pfarrkirche „Unsere liebe Frau“ an gleicher Stelle ersetzt.

## Geschichte

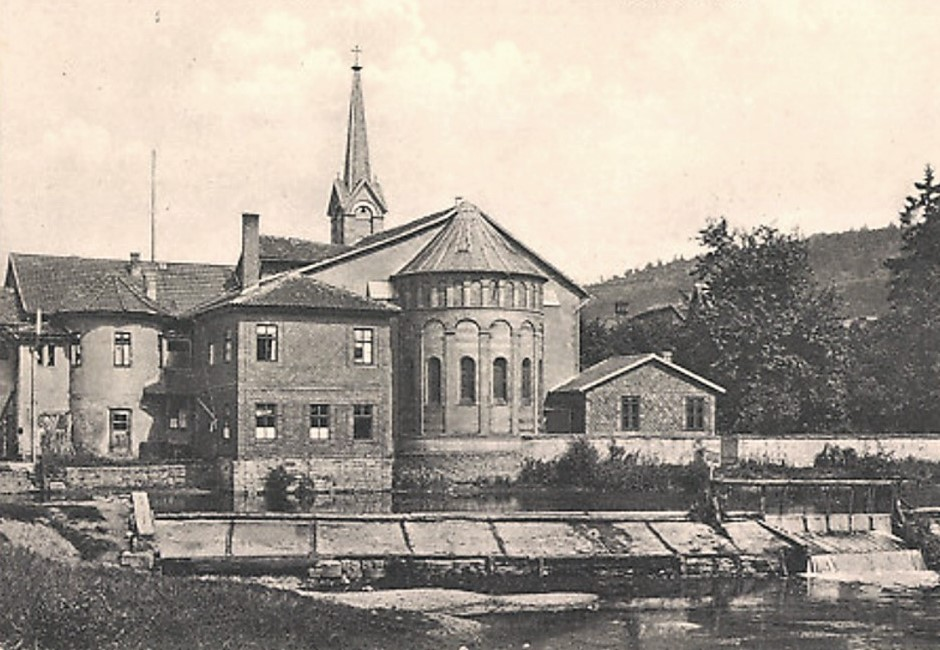
Blick von Westen auf den Chor

982 wurde mit der Pfarrkirche St. Martin erstmals eine Kirche in Meiningen urkundlich erwähnt. Die Stadt gehörte von 1007 bis 1994 zur Diözese Würzburg und von 1007 bis 1542 zum Hochstift Würzburg und kam anschließend zur Grafschaft Henneberg. Diese führte 1544 die Reformation ein und Meiningen wurde protestantisch. Ein kleiner Teil der Bevölkerung blieb katholisch und lebte fortan in der Diaspora. 1802 wurden wieder erste regelmäßige katholische Gottesdienste in einem Privathaus und ab 1804 in der Kirche des ehemaligen Franziskanerklosters durchgeführt. Die Meininger Katholiken gehörten zu dieser Zeit der Pfarrei Wolfmannshausen an. Mit der rechtlichen Anerkennung durch Herzog Georg II. von Sachsen-Meiningen gründete sich am 11. Dezember 1867 die katholische Kirchengemeinde Meiningen. 1874 erwarb die Gemeinde ein Gebäude mit Saal in der Mauergasse, das man bis 1875 zu einem Missionshaus umbaute. 1878 plante der Pfarrkurat Friedrich Roth an Stelle des Missionshauses den Bau einer Kirche, der bald umgesetzt wurde.
Am 23. Oktober 1881 weihte der Würzburger Bischof Franz Joseph von Stein das neue Gotteshaus auf den Namen „Unbefleckte Empfängnis Mariens“. Die Feierlichkeit wurde von der Meininger Hofkapelle begleitet, als Gäste waren unter anderem Herzog Georg II., das Meininger Staatsministerium, der Oberst und der Offizierskorps vom 2. Thüringischen Infanterie-Regiment Meiningen, evangelische Geistliche und Schuldirektoren anwesend. Am 28. November 1881 besichtigte Kardinal Gustav Adolf zu Hohenlohe-Schillingsfürst, der das Chorfenster „St. Petrus“ stiftete die Kirche, anschließend fand ein feierliches Konzert mit der Hofkapelle unter Leitung des Dirigenten Hans von Bülow und dem Komponisten Johannes Brahms statt.
1885 wurde an der Kirche eine katholische Schule eingerichtet. Im Juli 1894 kam es durch einen Staatskirchenvertrag zur Wiedergründung der katholischen Pfarrei Meiningen im Bistum Würzburg und die Kirche wurde zur Pfarrkirche. 1910 hatte die Pfarrei 674 Mitglieder. 1912 erfolgte der Bau eines neuen Pfarrhauses südlich der Kirche. Durch eine wachsende Mitgliederzahl nach dem Zweiten Weltkrieg wurde die Kirche zu klein und man erwog bereits 1950 einen Neubau. Die Kirche zur „Unbefleckten Empfängnis Mariens“ wurde schließlich 1967 abgerissen und bis 1972 durch einen auf den Namen „Unsere Liebe Frau“ geweihten modernen Kirchbau am selbigen Ort ersetzt.

## Bauwerk
Bereits ab 1837 hielt die Kirchengemeinde Kollekten für einen Kirchenbau in Meiningen ab, wobei bis 1843 3600 Gulden zusammen kamen. Nachdem zwei geplante Grundstückskäufe am Rande des Englischen Gartens gescheitert waren, konnte die 1867 gegründete Katholische Kirchengemeinde Meiningen schließlich 1874 ein Grundstück in der Mauergasse erwerben, gelegen am westlichen Rand der Altstadt. Unter Dombaumeister Arnold Güldenpfennig aus Paderborn begann man 1880 mit dem Bau der neuen Kirche. Die Kosten betrugen insgesamt 13.000 Mark, die zum Teil durch zahlreiche Spenden getragen wurden. Zu den Spendern gehörten unter anderem mehrere Bonifatiusvereine und Fürsten, Mitglieder des Meininger Herzoghauses, Kardinal Gustav Adolf zu Hohenlohe-Schillingsfürst und Helene Freifrau von Heldburg.
Beim Kirchenbau stand dem Dombaumeister der Meininger Architekt Emil Pietschmann zu Seite. Zum Einsatz kamen vorwiegend Baufirmen aus der Region Meiningen, für spezielle Arbeiten wurden Firmen aus Paderborn, Dresden, Berlin und Würzburg (Glasfenster) herangezogen. Bis Ende 1881 entstand eine einschiffige neoromanische Hallenkirche mit Satteldach, einem Kirchturm an der Ostseite und einem Chor in einer Apsis mit sieben Fenstern an der Westseite. Die Kirche besaß im Innern eine dreiseitige Empore, Deckengemälde und am romanischen Chorbogen Statuen sowie Bilder von Heiligen. Die Orgel stammte von der Orgelbaufirma Oswald und Paul Dinse aus Berlin, die Hans von Bülow mit 1000 Mark finanzierte. Die Inneneinrichtung wurde im Februar 1882 mit einem vom Kunstinstitut Barth in Würzburg gefertigten romanischen Altar komplettiert.